# Anjelica Huston

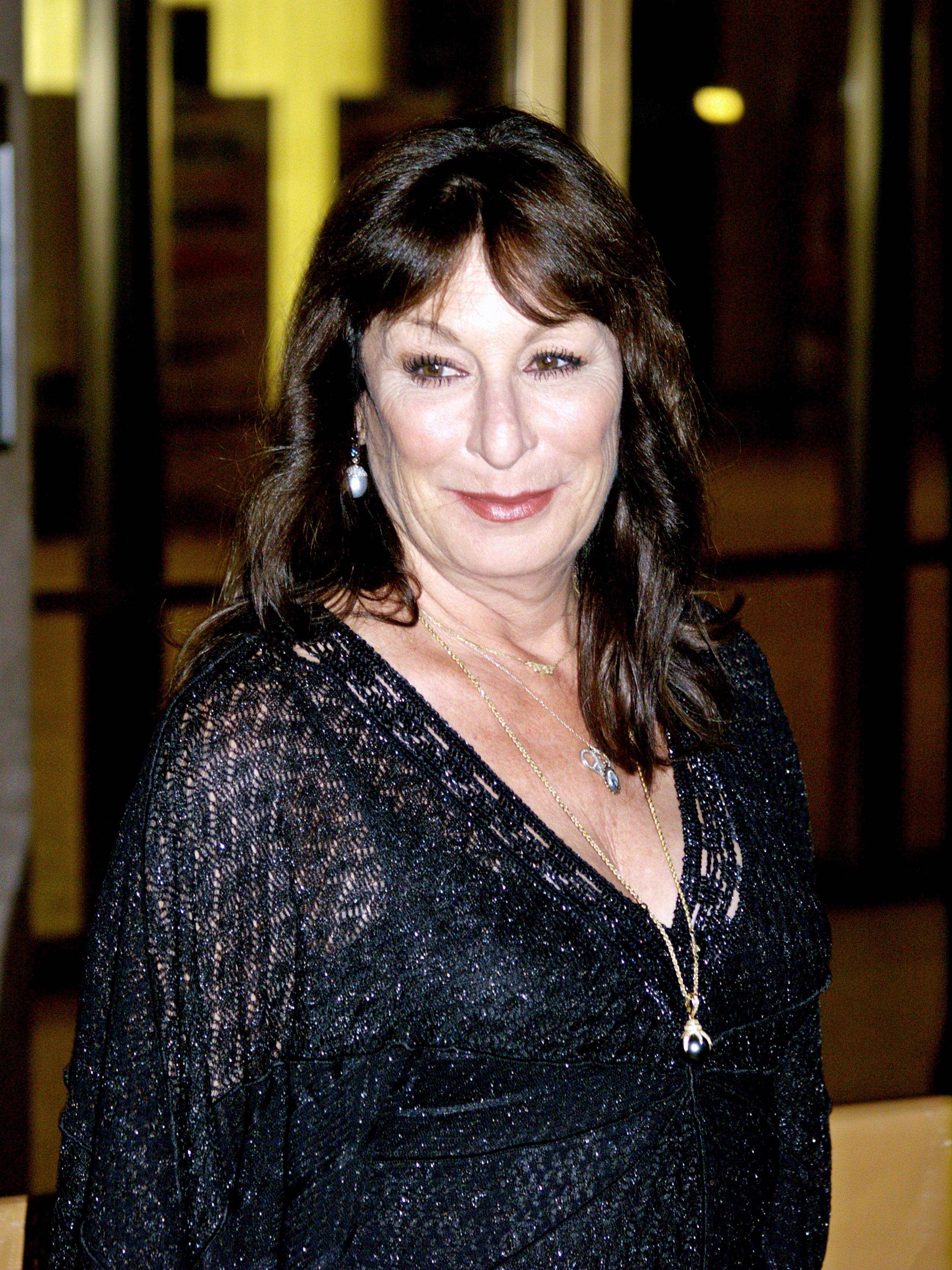
Anjelica Huston (2010)

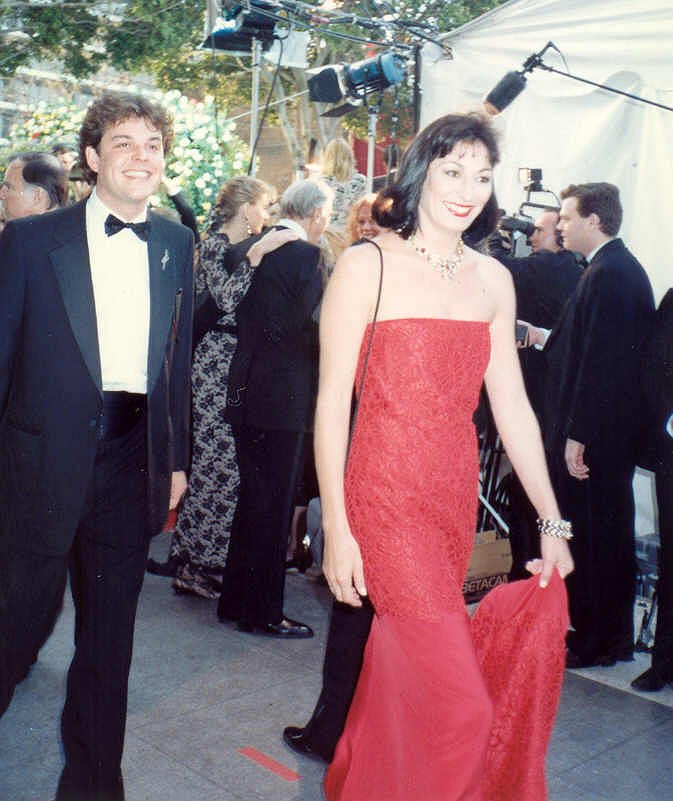
Anjelica Huston mit ihrem Bruder Danny Huston bei der Oscarverleihung 1990

Anjelica Huston (* 8. Juli 1951 in Santa Monica, Kalifornien) ist eine US-amerikanische Schauspielerin. Für Die Ehre der Prizzis gewann sie 1985 den Oscar als Beste Nebendarstellerin.

## Familie und frühes Leben
Anjelica Huston ist die Tochter des Filmregisseurs John Huston und der italienischen Primaballerina Enrica Soma (1929–1969), die mit 39 Jahren bei einem Autounfall starb. Anjelica Hustons Großvater war der oscarprämierte Schauspieler Walter Huston. Zu ihren Geschwistern zählen der Drehbuchautor Tony Huston und der Schauspieler Danny Huston. Aufgewachsen ist sie überwiegend in Irland und England, wo sie eine Benediktinerschule besuchte.
Anjelica Huston ist die einzige Oscar-Preisträgerin, die die Trophäe für einen Film unter der Regie des eigenen Vaters gewann. Sie ist zusammen mit Sofia Coppola auch die einzige Oscarpreisträgerin in der dritten Generation. Ihr Vater John Huston gewann für Der Schatz der Sierra Madre einen Oscar für die Beste Regie und einen für das Beste Drehbuch, ihr Großvater Walter Huston wurde für denselben Film als Bester Nebendarsteller ausgezeichnet.

## Karriere
Ihr Filmdebüt hatte sie im Alter von siebzehn Jahren unter der Regie ihres Vaters in Eine Reise mit der Liebe und dem Tod aus dem Jahr 1969. In den 1970er-Jahren arbeitete sie hauptsächlich als Model und übernahm nur gelegentlich kleine Filmrollen, bis sie Anfang der 1980er-Jahre Schauspielunterricht nahm. Der Durchbruch gelang ihr durch das Mitwirken in den beiden letzten Filmen ihres Vaters, in der schwarzen Mafia-Satire Die Ehre der Prizzis, für die sie einen Oscar als Beste Nebendarstellerin gewann, und in der James-Joyce-Adaption The Dead – Die Toten.
Seitdem wurde sie häufig in Filmen besetzt, besonders gelobt wurde sie für ihre Darstellung in den Filmen Feinde – Geschichte einer Liebe, Grifters und Die Royal Tenenbaums. Zu großer Popularität gelangte sie auch mit der Rolle als Morticia Addams in den Filmen Addams Family und Die Addams Family in verrückter Tradition. Heute tritt sie überwiegend in Nebenrollen als Charakterdarstellerin auf.
Huston hat auch schon zweimal Regie geführt, zum einen in ihrem Debüt Schutzlos – Schatten über Carolina, zum anderen in dem Film Frauen unter sich, in dem sie auch die Hauptrolle übernahm.
2002 wurde sie in die American Academy of Arts and Sciences gewählt. Am 22. Januar 2010 wurde sie mit einem Stern (6270 Hollywood Blvd.) auf dem Hollywood Walk of Fame geehrt.

## Privates
Von 1973 bis 1989 lebte Anjelica Huston mit dem Schauspieler Jack Nicholson zusammen. Mit dem Bildhauer Robert Graham war sie von 1992 bis zu seinem Tod im Dezember 2008 verheiratet.
2015 erschien ihre Autobiografie auf Deutsch mit dem Titel Das Mädchen im Spiegel: Eine Autobiographie.

## Filmografie (Auswahl)
- 1969: Eine Reise mit der Liebe und dem Tod (A Walk with Love and Death)
- 1976: Der letzte Tycoon (The Last Tycoon)
- 1976: Der scharlachrote Pirat (Swashbuckler)
- 1981: Wenn der Postmann zweimal klingelt (The Postman Always Rings Twice)
- 1982: Frances
- 1984: Krieg der Eispiraten (The Ice Pirates)
- 1984: This Is Spinal Tap
- 1985: Die Ehre der Prizzis (Prizzi’s Honor)
- 1986: Captain EO (Kurzfilm)
- 1987: Der steinerne Garten (Gardens of Stone)
- 1987: Die Toten (The Dead)
- 1989: Der Ruf des Adlers (Lonesome Dove, Miniserie)
- 1989: Verbrechen und andere Kleinigkeiten (Crimes and Misdemeanors)
- 1989: Feinde – Die Geschichte einer Liebe (Enemies: A Love Story)
- 1990: Hexen hexen (The Witches)
- 1990: Grifters (The Grifters)
- 1991: Addams Family (The Addams Family)
- 1992: The Player
- 1993: Szenen einer Familie (Family Pictures, Fernsehfilm)
- 1993: Manhattan Murder Mystery
- 1993: Die Addams Family in verrückter Tradition (Addams Family Values)
- 1993: … und das Leben geht weiter (And the Band Played On, Fernsehfilm)
- 1995: Crossing Guard – Es geschah auf offener Straße (The Crossing Guard)
- 1995: Buffalo Girls
- 1995: The Perez Family
- 1996: Schutzlos – Schatten über Carolina (Bastard Out of Carolina; Regie)
- 1998: Buffalo ’66
- 1998: Auf immer und ewig (Ever After: A Cinderella Story)
- 1998: Phoenix – Blutige Stadt (Phoenix)
- 1999: Frauen unter sich (Agnes Browne; auch Regie und Produktion)
- 2000: Die goldene Schale (The Golden Bowl)
- 2001: Die Nebel von Avalon (The Mists of Avalon, Fernsehfilm)
- 2001: Die Royal Tenenbaums (The Royal Tenenbaums)
- 2001: Ein Mann für geheime Stunden (The Man from Elysian Fields)
- 2002: Blood Work
- 2002: Barbie als Rapunzel (Barbie as Rapunzel, Stimme von Gothel)
- 2003: Der Kindergarten Daddy (Daddy Day Care)
- 2003: Kaena – Die Prophezeiung (Kaena: The Prophecy, Stimme der Königin)
- 2004: Die Tiefseetaucher (The Life Aquatic with Steve Zissou)
- 2004: Alice Paul – Der Weg ins Licht (Iron Jawed Angels)
- 2006: Art School Confidential
- 2006: Der Hades-Faktor (Covert One: The Hades Factor, Miniserie)
- 2006: Seraphim Falls
- 2006: Material Girls
- 2006: The Foolish Things
- 2006: Huff – Reif für die Couch (Huff, Fernsehserie, 4 Folgen)
- 2007: Mein Kind vom Mars (Martian Child)
- 2007: Darjeeling Limited (The Darjeeling Limited)
- 2008: Tinkerbell (Tinker Bell, Stimme von Königin Clarion)
- 2008: Choke – Der Simulant (Choke)
- 2008–2009: Medium – Nichts bleibt verborgen (Medium, Fernsehserie, 8 Folgen)
- 2009: Tinkerbell – Die Suche nach dem verlorenen Schatz (Tinker Bell and the Lost Treasure, Stimme von Königin Clarion)
- 2010: When in Rome – Fünf Männer sind vier zuviel (When in Rome)
- 2011: 50/50 – Freunde fürs (Über)Leben (50/50)
- 2011: Ein Jahr vogelfrei! (The Big Year)
- 2011: Die großen Feenspiele (Pixie Hollow Games, Stimme von Königin Clarion)
- 2012: Das Geheimnis der Feenflügel (Secret of the Wings, Stimme von Königin Clarion)
- 2012–2013: Smash (Fernsehserie, 32 Folgen)
- 2014: Tinkerbell und die Piratenfee (The Pirate Fairy, Stimme von Königin Clarion)
- 2015: Tinkerbell und die Legende vom Nimmerbiest (Tinker Bell and the Legend of the NeverBeast, Stimme von Königin Clarion)
- 2015–2016: Transparent (Fernsehserie, 7 Folgen)
- 2017: Thirst Street
- 2019: John Wick: Kapitel 3 (John Wick: Chapter 3 – Parabellum)
- 2019: Arctic Justice: Thunder Squad (Arctic Dogs, Stimme)
- 2021: The French Dispatch
- 2024: Star Wars: The Bad Batch (Fernsehserie, Folge 3x02, Stimme)
- 2025: From the World of John Wick: Ballerina

## Auszeichnungen
- 1985 Boston Society of Film Critics Award für die beste Nebendarstellerin (Die Ehre der Prizzis)
- 1985 Oscar als Beste Nebendarstellerin (Die Ehre der Prizzis)
- 1989 Oscar-Nominierung als Beste Nebendarstellerin (Feinde – Die Geschichte einer Liebe)
- 1990 Oscar-Nominierung als Beste Hauptdarstellerin (Grifters)
- 1993 Golden-Globe-Nominierung als Beste Hauptdarstellerin Komödie/Musical (Addams Family)
- 1994 Saturn-Award-Nominierung als Beste Hauptdarstellerin (Die Addams Family in verrückter Tradition)
- 1994 Golden-Globe-Nominierung als Beste Hauptdarstellerin Komödie/Musical (Die Addams Family in verrückter Tradition)
- 2005 Golden Globe als Beste Nebendarstellerin in einer Nebenrolle in einer Fernsehserie, Mini-Serie oder einem Film (Iron Jawed Angels)
- 2008 Emmy-Nominierung als Beste Gastdarstellerin in einer Dramaserie als Cynthia Keener in Medium – Nichts bleibt verborgen
- 2010 Walk-of-Fame-Star